# Pseudohaustorius borealis
Pseudohaustorius borealis är en kräftdjursart som beskrevs av Edward Lloyd Bousfield 1965. Pseudohaustorius borealis ingår i släktet Pseudohaustorius och familjen Haustoriidae. Inga underarter finns listade i Catalogue of Life.